# State Nuclear Power Technology Corporation
State Nuclear Power Technology Corporation Limited (SNPTC, Государственная корпорация ядерных энергетических технологий) — китайское государственное предприятие в области ядерной энергетики. Компания занимается развитием ядерных технологий и входит в тройку операторов атомных электростанций в стране.

## История
SNPTC была официально создана в мае 2007 года Государственным советом с полномочиями принимать ядерные технологии третьего поколения от иностранных поставщиков, а также осуществлять проекты в области ядерной энергетики и управлять ими. Государственный совет стал основным акционером, внеся 60 процентов первоначального инвестиционного капитала. Другими акционерами стали China General Nuclear Power Group, China National Nuclear Corporation, China National Technical Import and Export Corporation (CNTIC) и China Power Investment Corporation, каждая из которых внесла по 10 процентов первоначальных инвестиций. В 2011 году уставный капитал увеличился с 4 до 10 млрд юаней, но CNTIC не подписалась на увеличение капитала. До слияния SNPTC с China Power Investment Corporation в 2015 году последняя все ещё сохраняла 10 % акций. На 31 декабря 2014 года другими миноритарными акционерами были China National Nuclear Corporation (10 %), China General Nuclear Power Group (10 %) и CNTIC (4 %).
В 2015 году SNPTC была объединена с другим государственным предприятием — China Power Investment Corporation. Комитет по контролю и управлению государственным имуществом Госсовета передал объединённой компании контрольный пакет акций SNPTC (66 %). Объёдинённая компания получила новое название — State Power Investment Corporation.
В 2015 году было также объявлено, что China Power New Energy Development, зарегистрированное дочернее подразделение компании State Power Investment Corporation, приобретет Государственную корпорацию ядерных технологий (State Nuclear Power Technology Corporation). Точнее, China Power New Energy Development подписала меморандум о взаимопонимании для приобретения путем выпуска новых акций для SNPTC и / или другой дочерней компании SPIC China Power New Energy Limited. и SNPTC для продажи своих ядерных энергетических активов и предприятий.

## Атомные электростанции
У компании есть совместное предприятие, которое строит 4 ядерных реактора, два из которых расположены на площадках уездов Саньмэнь и Хайян, и все блоки будут введены в эксплуатацию к 2016 или 2017 году.